# Gracias por esperar
Gracias Por Esperar es el vigesimosegundo álbum de estudio del cantautor mexicano Juan Gabriel,  lanzado al mercado por RCA Records y Sony Music Latin (antes BMG U.S. Latin) el 28 de junio de 1994. ocho años después de último álbum de estudio Pensamientos (1986). Esto se debió a una disputa de Copyright con su editor RCA/Ariola. El álbum estuvo nominado a un Premio Lo Nuestro en la categoría Álbum del año y a un Premio Grammy al Mejor Álbum Pop latino en la 36°. edición anual de los Premios Grammy, perdiendo contra Segundo romance de Luis Miguel. Del disco se desprenden los sencillos: "Lentamente", "Vienes o voy", "Muriendo de amor", "Luna tras luna", "Que bello es vivir" y "Pero que necesidad". El título del disco es claro, haciendo referencia a que el cantante agradece la espera de un nuevo disco con nuevas canciones. Primer álbum de Juan Gabriel Con BMG Entertainment.

## Lista de canciones[4]
Todas las canciones escritas y compuestas por Juan Gabriel. 
| N.º | Título               | Duración |  |
| 1.  | «Vienes o voy»       | 5:07     |  |
| 2.  | «Pero qué necesidad» | 5:54     |  |
| 3.  | «Lentamente»         | 8:49     |  |
| 4.  | «Cariño mío»         | 5:23     |  |
| 5.  | «Más que amor»       | 4:28     |  |
| 6.  | «Di, ámame más»      | 3:57     |  |
| 7.  | «Como la luna»       | 4:56     |  |
| 8.  | «Luna tras luna»     | 5:36     |  |
| 9.  | «Que bello es vivir» | 4:50     |  |
| 10. | «Muriendo de amor»   | 5:31     |  |
| 11. | «El amor»            | 5:22     |  |